# 하네가와촌
하네가와촌(羽川村)은 니가타현 기타우오누마군에 설치되었던 촌이다. 현재의 우오누마시에 해당한다.